# Fatsia japonica

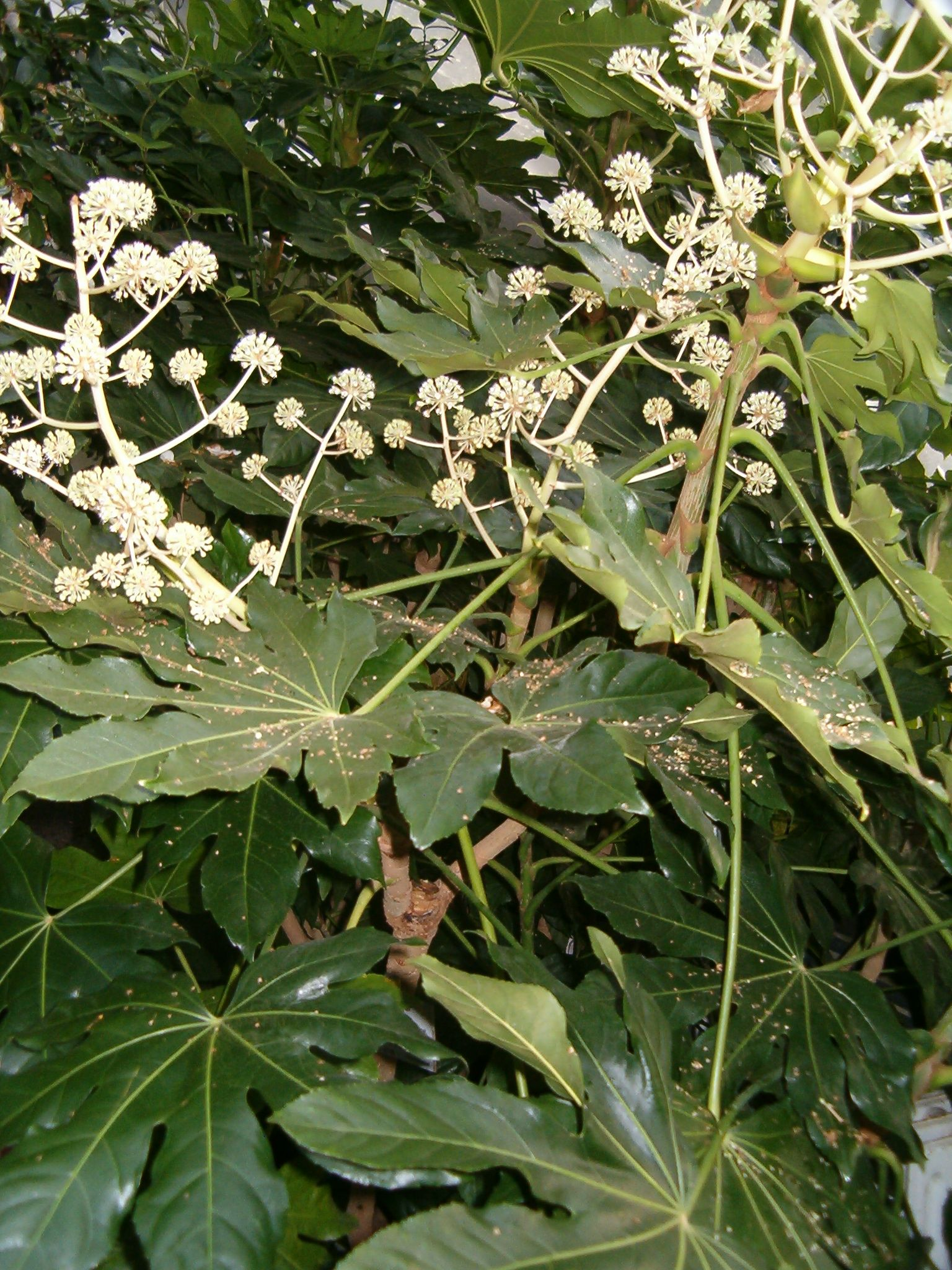
vista general

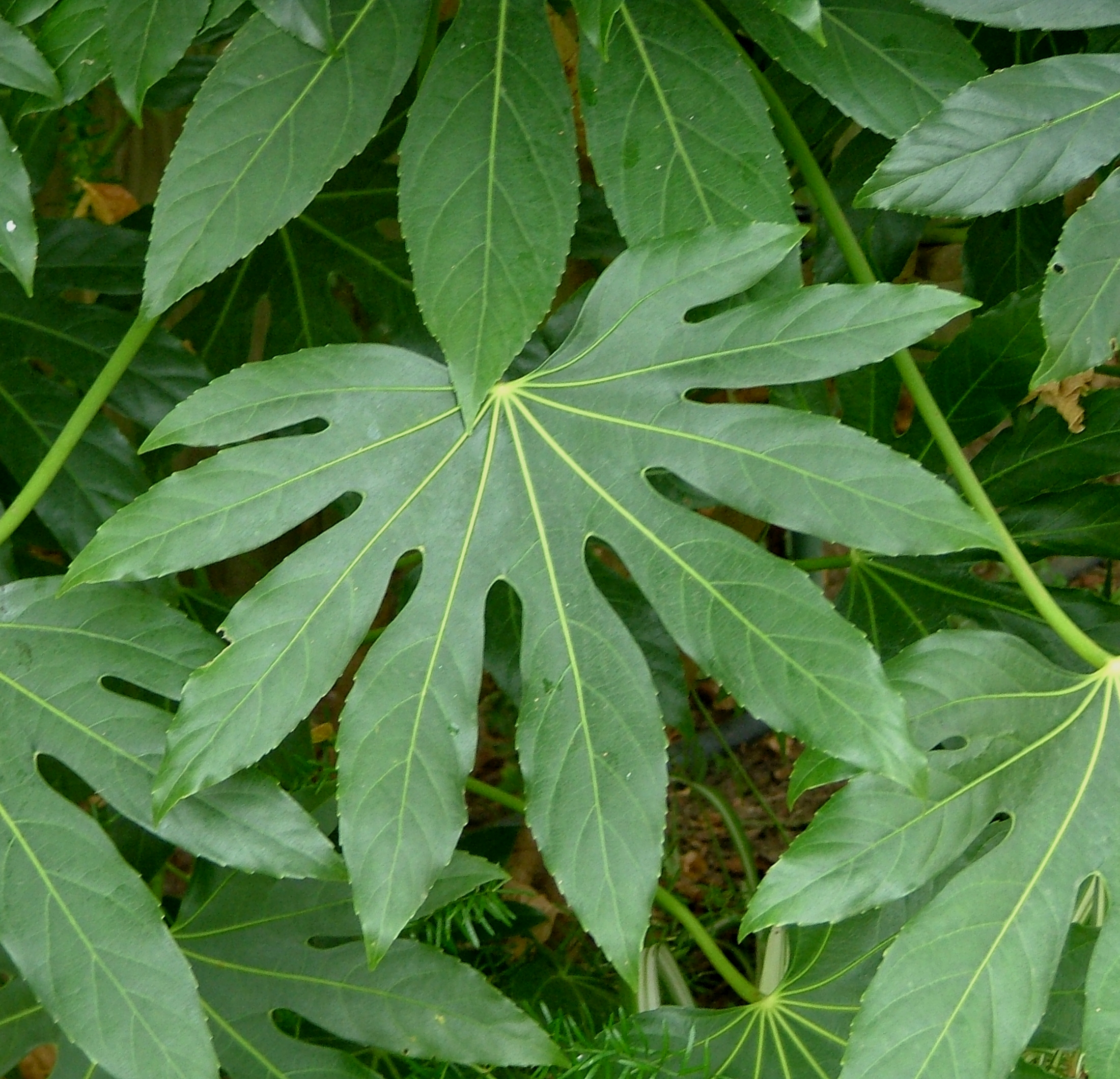
Hoja palmatilobada

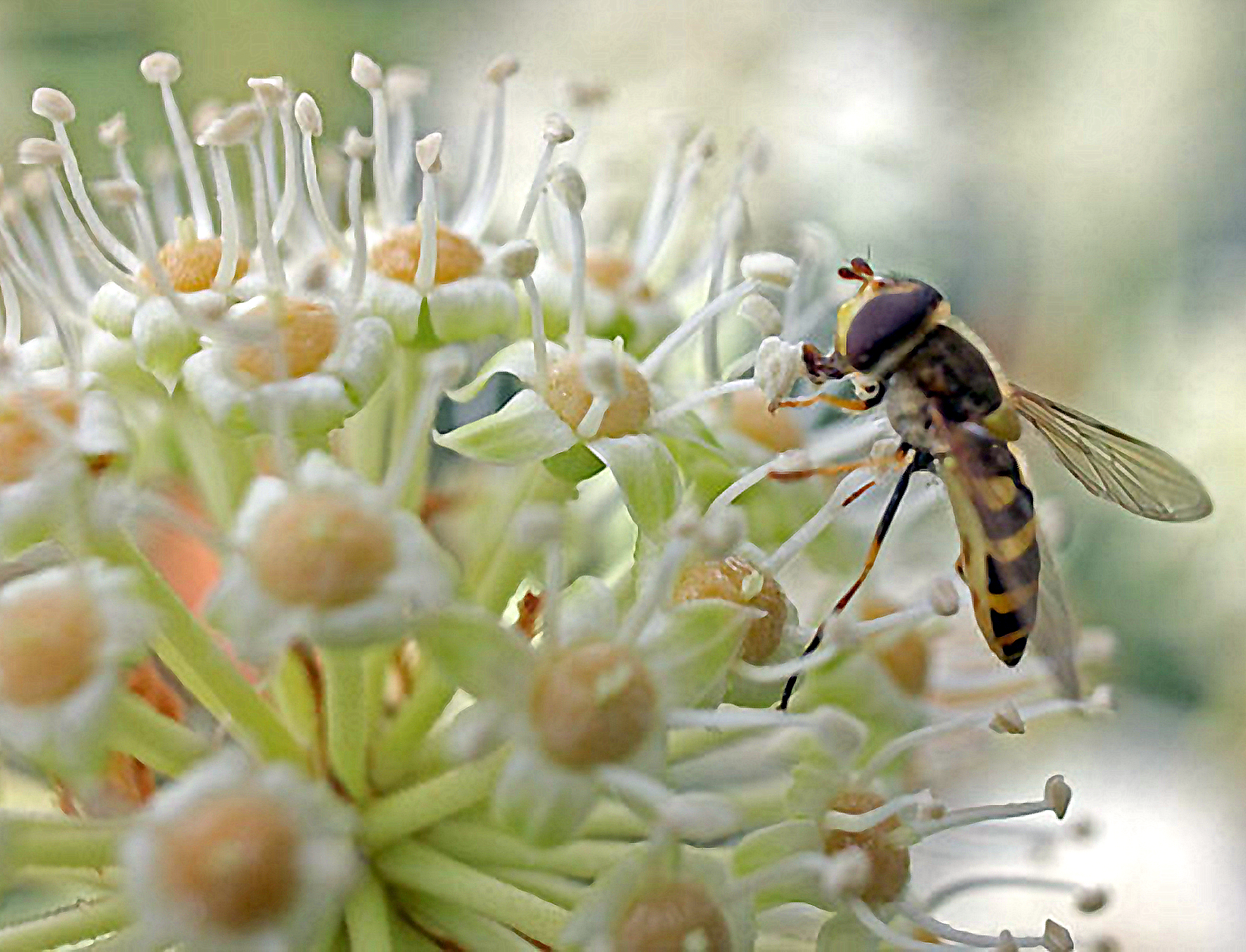
Umbela: detalle de las flores

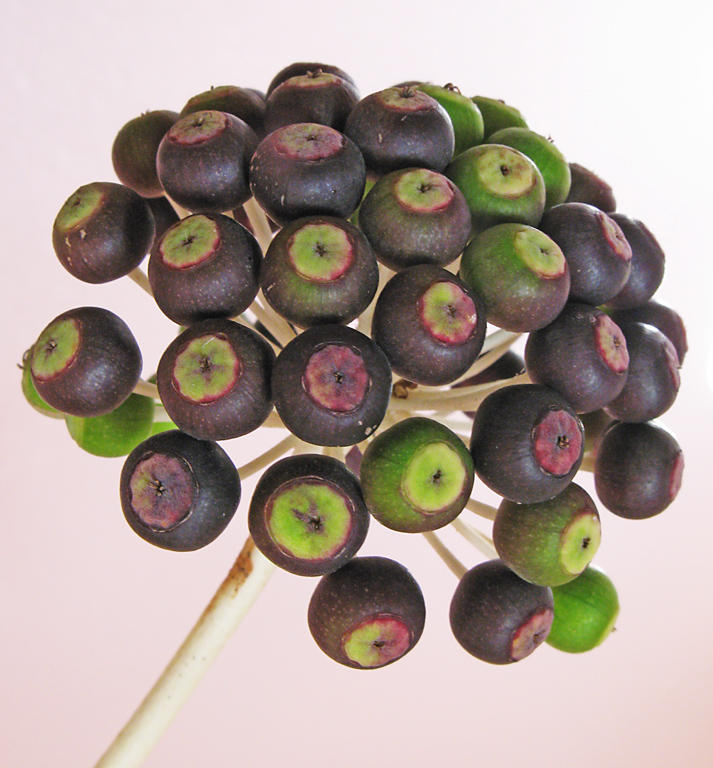
Umbela con frutos en diversos estados de desarrollo in situ

La aralia (Fatsia japonica) es una especie arbustiva del género botánico Fatsia en la familia Araliaceae.

## Descripción
Se trata de un arbusto o pequeño árbol de hasta 5m de altura, siempreverde, con las ramitas, hojas e inflorescencias jóvenes densamente tomentoso-lanudas y, luego, glabrescentes. La hojas son simples, palmatilobadas y con estípulas soldadas al peciolo que mide 10-30 cm; tienen el limbo casi orbicular, glabro y coriáceo, de hasta 30-50 cm de diámetro, con 7-9 (usualmente 8) lóbulos estrechamente ovado-elíptico de márgenes crenado/aserrados. Las inflorescencias son panículas terminales de umbelas con anchas brácteas membranosas caducas; el eje primario tiene un 20-40 cm y los pedúnculos de 10-15 cm soportando umbelas de 3-4 cm de diámetro, con numerosas flores cortamente pediceladas. Dichas flores, hermafroditas, de color blanco-verdoso, tienen el cáliz prácticamente entero y 5 pétalos, patentes en un principio y luego reflejos, ovalados de unos 3-4 mm de largo. El androceo tiene 5 largos estambres libres erectos y el gineceo tiene el ovario penta-carpelar con 5 cortos estilos libres. El fruto es una drupa globosa mediocentimétrica, verde en un principio y negruzca brillante en la madurez, con semillas algo comprimidas lataeralmente.

## Distribución y hábitat
Es una especie nativa y endémica de Japón, pero ha sido introducida en el mundo entero para su cultivo ornamental, tanto el taxón nominal como variedades y cultivares.
Crece en lugares sombríos y algo húmedos en altitudes inferiores a 200m y con temperaturas templadas, aunque soporta las heladas ligeras. Florece en octubre-noviembre y fructifica en febrero-mayo.

## Taxonomía
La especie fue citada primero en 1868 por Berthold Carl Seemann en Journal of Botany, British and Foreign, vol. 6, p. 135 como Aralia japonica Hort. Germ non Auct.; posteriormente, Carl Peter Thunberg la describió someramente en Nova Acta Regiae Soc. Sci. Upsal., vol. 3, p. 207, 1780, para publicarla definitivamente en Systema Vegetabilium, Ed. XIV, p. 300, 1784 y, más detalladamente, en Flora Japonica sistens plantas insularum japonicarum..., p. 128 el mismo año 1784. Finalmente, Joseph Decaisne y Jules Émile Planchon la atribuyerón al género Fatsia, creado ad hoc por ellos y publicado en Revue Horticole, sér. 4, vol. 3, p. 105, 1854. Es la especie tipo del género.
Etimología
- Fatsia: del nombre común que tenía antiguamente en su locus typicus, Japón: Fatsi (hachi en Japonés moderno), «ocho dedos», por los, habitualmente, 8 lóbulos de las hojas palmatilobadas.
- japonica: referencia geográfica evidente: «del Japón»

Sinónimos
- Aralia japonica Thunb.
- Aralia sieboldii K.Koch
- Dimorphanthus japonicus (Thunb.) Endl.
- Echinopanax japonicus (Thunb.) Kuntze
- Fatsia japonica var. liukiuensis Hatus. ex H.Ohba
- Fatsia japonica var. lobulata Makino[4]

## Citología
Número de cromosomas: 2n = 24, 48

## Propiedades y usos
La ingesta de cualquier parte de la planta, desde las hojas hasta las semillas, es peligrosa e, incluso, el simple contacto puede provocar alguna irritación o reacción alérgica en el hombre o en animales de compañía; de la misma manera, su savia, que es pegajosa y resinosa, puede causar dermatitis de contacto en personas sensibles.